# Proboscidea louisianica
Proboscidea louisianica, auch Gewöhnliche Teufelklaue, ist eine Pflanzenart in der Familie der Gemsenhorngewächse (Martyniaceae). Es wird teilweise der deutsche Trivialname Gemsenhorn verwendet. Sie ist eine von sechs Arten der Gattung Proboscidea.
Sie wird wie die anderen Gemsenhorngewächse, z. B. Ibicella lutea oder die Einjährige Martynie (Martynia annua), auch als Teufelskralle bezeichnet. Sie ist jedoch nicht verwandt mit der Gattung der Teufelskrallen aus der Familie der Glockenblumengewächse.

## Beschreibung

### Erscheinungsbild und Laubblatt

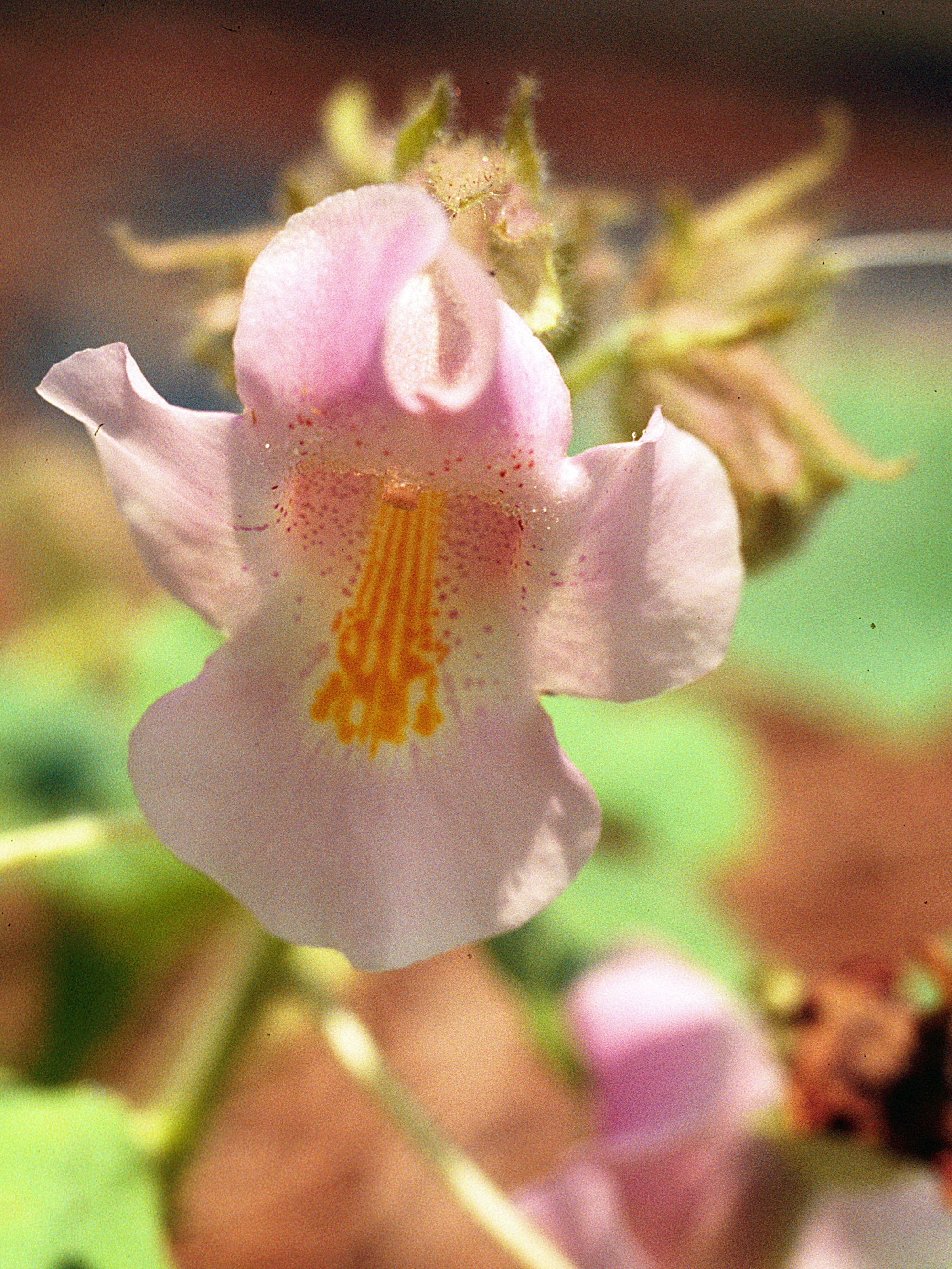
Blüte von Proboscidea louisianica mit Saftmalen

Proboscidea louisianica ist eine einjährige Pflanze mit ausgestrecktem oder aufsteigendem Stängel bei einer Wuchshöhe bis 80 cm. Die gesamte Pflanze ist mit klebrigen Drüsenhaaren überzogen. Die gegenständig, später wechselständig am Stängel angeordneten Laubblätter sind in Blattstiel und Blattspreite gegliedert. Die kräftigen Blattstiele weisen eine Länge von 5 bis 25 cm auf. Die einfache, rundliche Blattspreite ist bei einem Durchmesser von 5 bis 20 cm nieren- bis herzförmig. Die Ränder sind gewellt bis gezähnt. Die Pflanzen riechen unangenehm.

### Blütenstand und Blüte

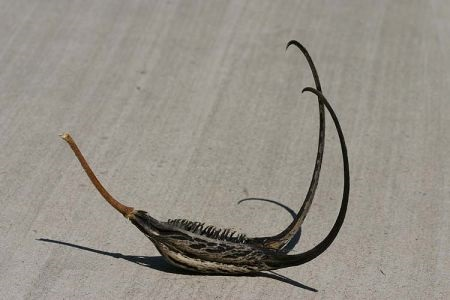
Langhornige Samenkapsel (Trampelklette) von Proboscidea louisianica

Wenige gestielte Blüten stehen in einem lockeren, 10–20 cm langen, traubigen Blütenstand zusammen. Die zwittrigen Blüten sind zygomorph und fünfzählig mit doppelter Blütenhülle. Die fünf 1,5–2 cm langen und stumpfen bis spitzigen Kelchblätter sind verwachsen. Die fünf 4–6 cm langen Kronblätter sind verwachsen; die Krone ist weißlich bis hellrosa sowie rötlich bis purpurfarben und besitzt weiß-gelbe und hellrosa Saftmale.

### Frucht und Samen
Die ungewöhnlich geformten, klebrigen und kurzhaarigen, bauchspaltigen Kapselfrüchte sind etwa 8–15 cm lang, rundgebogen-schmaleiförmig und langhornig. Sie sind anfangs hellgrün, später orange-bräunlich, das Exocarp ist abfallend. Darunter befindet sich die holzige, harte, dunkelbraune aus zwei langhornigen, grubigen, entlang des Spaltes stacheligen, Hälften zusammengewachsene Samenkapsel (Diasporen, Endokarp) (Trampelklette). Sie ist 4,5–6,5 cm lang und bis 2,5 cm breit und enthält durchschnittlich 55 etwa 7–9 mm lange und 4,5–5,5 mm breite, schwarzbraune, abgeflacht und eiförmige Samen, mit grob texturierter, korkiger Samenschale. Die langen, schlanken, spitzigen, seitlich abstehenden und zurückgebogen Hörner (Gemsenhörner) sind ca. 7–12 cm lang. Sie sind etwas kürzer als die von Ibicella lutea. Die Hörner dienen der epizoochoren Ausbreitung, die Diasporen bleiben an Tieren hängen, welche diese dann zertreten und so die einzelnen Samen freisetzen.

### Chromosomenzahl
Die Chromosomenzahl ist 2n = 30.

## Verbreitung
Proboscidea louisianica gedeiht in insgesamt 48 US-Bundesstaaten, in den kanadischen Provinzen Saskatchewan und Ontario ist sie eingebürgert. Die Pflanze gilt als invasiv und wird in einigen US-Bundesstaaten als „Unkraut“ angesehen.

## Taxonomie
Diese Art wurde 1768 von Philip Miller als eine Art der Gattung Martynia erstbeschrieben. Er verwendete im eigentlichen Text die Namensform Martynia louisiana, korrigierte das aber auf einer Seite mit Fehlerkorrekturen am Ende des Werks auf Martynia louisianica. Im Jahr 1912 wurde die Art von Albert Thellung zur Gattung Proboscidea gestellt. Er hat dabei die korrigierte Namensform Proboscidea louisianica verwendet.
Der Gattungsname Proboscidea leitet sich vom griechischen Proboskis für „Rüssel“ ab und bezieht sich auf die Gestalt der Früchte. Der Artenname louisianica ist dem natürlichen Standort der Pflanze in der damaligen Kolonie Louisiana entlehnt.

## Unterarten
Es werden von einigen Autoren zwei Unterarten unterschieden.
- Proboscidea louisianica (Mill.) Thell. subsp. louisianica
- Proboscidea louisianica (Mill.) Thell. subsp. fragrans (Lindl.) Bretting: Mit rötlichen oder purpurfarbenen Blüten. Sie kommt ursprünglich in Texas und Mexiko vor und ist in Queensland und Südafrika ein Neophyt.[12] Sie wird aber auch als eigenständige Art Proboscidea fragrans geführt.

## Verwendung
In den Südstaaten Amerikas gelten in Essig eingelegte, gedämpfte oder gesüßte halbreife Früchte von Proboscidea-Arten, aber auch solche von Ibicella lutea und  Martynia annua als Delikatesse, sie werden auch als Ersatz für Okra verwendet. In Mexiko werden die Samen roh oder geröstet konsumiert. Die getrockneten Hörner der Samenkapseln wurden zum Flechten verwendet.